# Solidago albopilosa
Solidago albopilosa là một loài thực vật có hoa trong họ Cúc. Loài này được E.L.Braun miêu tả khoa học đầu tiên năm 1942.